# Алісія Рубіо
Алісія Рубіо (ісп. Alicia Rubio; 15 вересня 1983, Мадрид, Іспанія) — іспанська акторка театру і кіно.
Вивчала драматичне мистецтво під керівництвом Хуана Карлоса Коразза.

## Вибіркова фільмографія
- 8 побачень (2008)
- Селфі (2017)